# Giovanni Domenico de Cupis
Giovanni Domenico de Cupis (Roma, c. 1493 - ib., 10 de diciembre de 1553) fue un eclesiástico italiano. 

## Biografía
Nacido en el seno de una ilustre familia, era hijo de Bernardino de Cupis, oriundo de Montefalco, en Umbría, y de Lucrezia Normanni, quien de una relación anterior con Giuliano della Rovere (después papa Julio II) había tenido a Felice della Rovere, cuya influencia sería decisiva en su carrera eclesiástica.
Canónigo de la Basílica de San Pedro y secretario de Julio II, fue creado cardenal en el consistorio celebrado el 1 de julio de 1517, recibiendo cinco días después el capelo y el título de San Giovanni a Porta Latina, que cambió por el de San Apolinar en 1524, San Lorenzo in Lucina en 1529, Albano en 1531, Sabina en 1532, Porto-Santa Rufina en 1535 y Ostia-Velletri en 1537.
Consagrado en la Capilla Sixtina en diciembre de 1531 por el papa Clemente VII, asistido por los cardenales Alessandro Farnese, Antonio Ciocchi del Monte y Andrea della Valle, en la misma ceremonia en que lo fueron Francisco de Quiñones, Antonio Sanseverino y Francesco Cornaro, 
fue obispo de Nardo entre 1532-36 y en distintos periodos administrador de las diócesis de Trani, Macerata, Recanati, Adria, Montepeloso y Camerino. 
Participó en el cónclave de 1521-22 en que fue elegido papa Adriano VI, en el de 1523 en que lo fue Clemente VII, en el de 1534 que coronó a Paulo III y en el de 1549 en que salió Julio III. Fue Camarlengo del Colegio Cardenalicio en 1523, legado en Agro Piceno, Las Marcas y Bolonia, gobernador de Tivoli, cardenal protector de Escocia y Francia, arcipreste de San Juan de Letrán y desde 1537 decano del Colegio Cardenalicio. 
Falleció en 1553 dejando cuatro hijos naturales; fue sepultado junto a su padre en la Basílica de San Agustín de Roma y posteriormente trasladado ambos a Montefalco y enterrados en el sepulcro familiar en la iglesia de dicha ciudad.